# Aromaterapia
La aromaterapia es una forma de medicina alternativa basada en el uso de materiales aromáticos, incluidos los aceites esenciales y otros compuestos aromáticos, con el objetivo de mejorar el bienestar psicológico o físico. No existe evidencia científica de su eficacia.
En aromaterapia se utilizan mezclas de aceites esenciales y otros productos derivados de vegetales en aplicación tópica, interna, por inhalación o inmersión en el agua aromatizada, pero no hay ninguna evidencia que sostenga la eficacia de la aromaterapia pueda prevenir, tratar o curar enfermedades. Hay pruebas controvertidas de que puede ser eficaz para combatir las náuseas y los vómitos postoperatorios. Sin embargo el gobierno de Australia no encontró evidencia de efectividad para la aromaterapia en sus análisis de 2015.
Se ofrece tanto como una terapia complementaria o como una forma de medicina alternativa, en el primer caso junto con los tratamientos convencionales basados en evidencia científica, y en el segundo en lugar de ellos, reemplazándolos por completo.

## Historia
El uso de aceites esenciales para fines terapéuticos, espirituales, higiénicos y rituales se remonta a las civilizaciones antiguas, incluidos los chinos, los indios, los egipcios, los griegos y los romanos que los usaban en cosméticos, perfumes y drogas.
Dioscórides describe los aceites, junto con las creencias de la época con respecto a sus propiedades curativas, en su De Materia Medica, escrito en el siglo I. Los aceites esenciales destilados han sido empleados como medicamentos desde el siglo XI, cuando Avicena aisló aceites esenciales mediante destilación al vapor.
En la era de la medicina moderna, la denominación de este tratamiento apareció por primera vez en forma impresa en 1937 en un libro francés sobre el tema: Aromathérapie: Les Huiles Essentielles, Hormones Végétales escrito por el  químico René-Maurice Gattefosé. Una versión en inglés del cual fue publicada en 1993. Aparentemente, en 1910, Gattefossé se quemó gravemente una mano y luego afirmó haberla tratado eficazmente con aceite de lavanda lo que lo llevó a investigar la composición química de los aceites esenciales y su uso médico.
Posteriormente el cirujano de la armada francesa Jean Valnet, utilizó aceites esenciales como antisépticos para tratar a los soldados heridos en combate durante la Segunda Guerra Mundial. En 1964 Valnet publicó Aromathérapie, obra considerada como fundamental para la aromaterapia.

## Eficacia
No existe evidencia médica de que la aromaterapia pueda prevenir o curar enfermedades.
En 2015, el Departamento de Salud del Gobierno de Australia publicó los resultados de una revisión de terapias alternativas que buscaban determinar si alguna era adecuada para estar cubierta por el seguro de salud. La aromaterapia fue una de las 17 terapias evaluadas para las cuales no se encontró evidencia de efectividad.
Aunque no hay evidencia médica que respalde la posibilidad de curar enfermedades con aromaterapia, la investigación clínica ha encontrado que la intervención fitoterapéutica (es decir, la aromaterapia) puede ayudar a reducir los niveles de ansiedad durante el proceso del parto. Y en pacientes con cáncer, se ha descubierto que la aromaterapia reduce los síntomas de ansiedad y depresión.
Algunas investigaciones han encontrado que un aceite esencial de aromaterapia de uso común, el aceite esencial de bergamota (citrus bergamia) exhibe propiedades antiinflamatorias y analgésicas cuando se aplica al área afectada.
En 2006, un panel compuesto por más de cien expertos con nivel mínimo de doctorado seleccionados al azar de la Asociación Estadounidense de Psicología y la Asociación para la Ciencia Psicológica (antes llamada Sociedad Estadounidense Psicológica) participaron en una encuesta delphi sobre tratamientos psicológicos realizada por investigadores de la Universidad de Scranton y la Universidad Simmons (antes llamada Simmons College) de Boston, Massachusetts. Los participantes de esta encuesta consideraron que la aromaterapia estaba "ciertamente desacreditada" como tratamiento psicológico.
La evidencia de la eficacia de la aromaterapia en el tratamiento de afecciones médicas es deficiente, con una falta particular de estudios que empleen una metodología rigurosa. Una serie de revisiones sistemáticas han estudiado la efectividad clínica de la aromaterapia con respecto al manejo del dolor en el trabajo de parto, el tratamiento de las náuseas y vómitos postoperatorios, manejo de conductas desafiantes en personas que tienen demencia, y alivio de síntomas en pacientes con cáncer. Y mientras que algunos estudios han llegado a la conclusión de que mejora el estado de ánimo del paciente, no hay evidencia concluyente sobre cómo funciona en el manejo del dolor. Los estudios no han sido concluyentes debido al hecho de que no existe evidencia directa. Todas estas revisiones informan una falta de evidencia sobre la efectividad de la aromaterapia. Se encontró que los estudios eran de baja calidad, lo que significa que se necesitan más ensayos controlados aleatorios a gran escala bien diseñados antes de poder llegar a conclusiones claras sobre la efectividad real de la aromaterapia. Entre estos estudios se encuentran algunos que sugieren que la estimulación olfativa puede tener efectos fisiológicos demostrables y por lo tanto apuntan a la posible efectividad de la técnica.

## Seguridad y efectos adversos
La aromaterapia conlleva una serie de riesgos de efectos adversos. Tomando esto en consideración, combinado con la falta de evidencia de su beneficio terapéutico, hace que la práctica tenga un valor cuestionable.
Hay una gran cantidad de estudios que exploran la preocupación de que al estar los aceites esenciales altamente concentrados, pueden irritar la piel cuando se usan en forma no diluida. Por ello, normalmente se diluyen con un aceite portador para aplicación tópica, como el aceite de jojoba, de oliva o de coco. También pueden ocurrir reacciones fototóxicas con aceites de cáscara de cítricos como el limón o la lima. Además, muchos aceites esenciales tienen componentes químicos que son sensibilizadores (lo que significa que, después de varios usos, causarán reacciones en la piel y más aún en el resto del cuerpo). La composición química de los aceites esenciales podría verse afectada por los herbicidas si las plantas de las que se extraen son cultivadas en lugar de cosecharse en el medio silvestre.
Algunos aceites pueden ser tóxicos para algunos animales domésticos, siendo los gatos particularmente propensos a este problema.
La mayoría de los aceites también pueden ser tóxicos para los humanos. Un informe de tres casos documentó ginecomastia (agrandamiento patológico de glándulas mamarias en el hombre)  en niños prepúberes que estuvieron expuestos a aceites tópicos de lavanda y árbol de té. El Consejo Comercial de Aromaterapia del Reino Unido emitió una refutación. Y la Asociación Australiana del Árbol del Té, un grupo que promueve los intereses de los productores, exportadores y fabricantes australianos de aceite de árbol del té, emitió una carta que cuestionaba el estudio y solicitó la retractación del New England Journal of Medicine. Sin embargo, otro artículo publicado por un grupo de investigación diferente también documentó tres casos de ginecomastia en niños prepúberes que estuvieron expuestos al aceite de lavanda tópico.
Mientras que algunos abogan por la ingestión de aceites esenciales con fines terapéuticos, los profesionales de aromaterapia con licencia no recomiendan autorecetarse debido a la naturaleza altamente tóxica de algunos aceites esenciales. Algunos aceites muy comunes como el eucalipto son extremadamente tóxicos cuando se toman internamente. Se ha informado que dosis tan bajas como 2 ml causan síntomas clínicamente significativos y puede ocurrir una intoxicación grave después de la ingestión de tan solo 4 ml. Algunos casos reportados de reacciones tóxicas como daño hepático y convulsiones han ocurrido después de la ingestión de salvia, hisopo, thuja y aceites de cedro. La ingestión accidental puede ocurrir cuando los aceites no se mantienen fuera del alcance de los niños. Los aceites tanto ingeridos como aplicados en la piel pueden tener interacciones negativas con la medicina convencional. Por ejemplo, el uso tópico de aceites con alto contenido de salicilato de metilo como el de gaulteria puede causar sangrado en los usuarios que toman el anticoagulante warfarina.

## Pureza de los aceites
El análisis mediante cromatografía de gases (GC) y espectrometría de masas (MS) puede usarse para establecer la calidad de los aceites esenciales. Estas técnicas pueden medir los niveles de componentes a unas pocas partes por mil millones. Sin embargo, esto no permite determinar si cada componente es natural o si un aceite pobre ha sido "mejorado" mediante la adición de productos químicos aromáticos sintéticos, esto último a menudo se determina por las impurezas menores presentes. Por ejemplo, el linalool hecho de plantas irá acompañado de una pequeña cantidad de hidro-linalool, mientras que el linalool sintético tiene trazas de dihidro-linalool.

## Usos populares de los aceites esenciales
Estos son algunos de los aceites esenciales más utilizados y las condiciones para las cuales se les atribuyen supuestas propiedades curativas:
- Aceite de menta:  Problemas digestivos.
- Aceite de romero: Estimulante mental, y para combatir dolores musculares.
- Aceite de lavanda: Dolores de cabeza, insomnio, quemaduras y dolor generalizado.
- Aceite de sándalo: Depresión, ansiedad, y tensión nerviosa.
- Aceite de árbol de te: Problemas respiratorios, fungicida, antibaterial, y antiviral.